# ヴェトラッラ
ヴェトラッラ（伊: Vetralla）は、イタリア共和国ラツィオ州ヴィテルボ県にある、人口約13,000人の基礎自治体（コムーネ）。

## 地理

### 位置・広がり
ヴィテルボ県南部のコムーネ。県都ヴィテルボから南南西へ12kmの距離にある。

#### 隣接コムーネ
隣接するコムーネは以下の通り。
- バルバラーノ・ロマーノ
- ブレーラ
- カプラーニカ
- カプラローラ
- モンテ・ロマーノ
- ロンチリオーネ
- ヴィッラ・サン・ジョヴァンニ・イン・トゥーシャ
- ヴィテルボ

### 気候分類・地震分類
ヴェトラッラにおけるイタリアの気候分類 (it) および度日は、zona D, 1953 GGである。
また、イタリアの地震リスク階級 (it) では、zona 2B (sismicità media) に分類される。

## 行政
- 山岳共同体"Monti Cimini"に属する。

### 分離集落
ヴェトラッラには、以下の分離集落（フラツィオーネ）がある。
- Cinelli, Cura di Vetralla, Giardino, La Botte, Le Dogane, Le Valli, Madonna del Ponte, Mazzacotto, Mazzocchio Alto, Mazzocchio Basso, Pian di San Martino, Pietrara, Sant'Angelo, Tre Croci